# Viribus Unitis (Schiff)
Die SMS Viribus Unitis war das erste Schlachtschiff der Tegetthoff-Klasse der k.u.k Kriegsmarine und deren Flaggschiff. Der Name (dt. = mit vereinten Kräften) war der Wahlspruch des österreichischen Kaisers Franz Joseph I. Das Schiff wurde am 20. Juni 1911 in Muggia vom Stapel gelassen und nahm am 5. Oktober 1912 seinen Dienst in der österreichisch-ungarischen Marine auf. Es wurde zum Ende des Ersten Weltkrieges am 1. November 1918 von italienischen Kampfschwimmern versenkt, um eine Inbesitznahme durch die Kriegsmarine des neuen Königreichs der Serben, Kroaten und Slowenen zu verhindern.

## Bau
Der Bau, welcher 1910 auf Drängen des k.u.k. Admirals Graf Rudolf Montecuccoli begonnen wurde, kostete rund 82 Millionen Goldkronen. Da das zuständige Ministerium in Wien mit der Entscheidung zum Bau zögerte, bestellte der Admiral schließlich auf eigene Faust beim Stabilimento Tecnico Triestino.
Es waren während der rund 25-monatigen Bauzeit durchschnittlich 2.000 Arbeiter beschäftigt. Die Pläne für das Schiff wurden vom k.u.k. Schiffbau-General-Ingenieur Siegfried Popper entworfen.

## Konstruktionsdaten
Die Schiffe der Tegetthoff-Klasse waren kleiner als die Dreadnoughts anderer Großmächte, sie hatten eine Verdrängung von nur etwa 22.000 Tonnen. Sie besaßen insgesamt zwölf schwere 30,5-cm-Geschütze in vier Drillingstürmen, welche in überhöhter Endaufstellung montiert waren. Auf einen Turm mittschiffs konnte so verzichtet werden. Die k.u.k Marine folgte damit amerikanischen Vorbildern, diese Art der Geschützanordnung wurde bei der Tegetthoff-Klasse das erste Mal angewendet.
Die Bewaffnung war damit ebenso stark wie die ihres italienischen Gegenstücks Dante Alighieri und sogar noch stärker als die der deutschen König-Klasse mit nur zehn 30,5-cm-Geschützen. Die zwölf Škoda-Geschütze waren von hervorragender Qualität und an Reichweite und Zielgenauigkeit, wie auch die Feuerleittechnik, denen vieler anderer Staaten überlegen. Der Unterwasserschutz war relativ schwach ausgelegt; Torpedoschutz wurde durch Torpedoschutznetze gewährleistet, welche nur bei gestoppt liegendem Schiff anwendbar waren. Sie waren teuer und schwer instand zu halten.
Die Maschinen waren nicht übermäßig stark, das Schiff war wie der Rest der Flotte als Küstenverteidiger konzipiert. Sie bauten auf den Konstruktionsplänen der Radetzky-Klasse auf – sie waren quasi ein vergrößerter Entwurf.

## Geschichte des Schiffs

Stapellauf 1911

Die Taufe der Viribus Unitis erfolgte am 20. Juni 1911 in Triest durch Erzherzogin Maria Annunziata, welche die hierzu übliche Flasche Champagner nicht auf herkömmliche Art und Weise am Bug des Schiffes zerschellen, sondern mittels eines Schalters die schon am Bug befestigte Flasche platzen ließ. Kaiser Franz Joseph I. konnte wegen Krankheit am Stapellauf nicht teilnehmen; höchstrangiger Anwesender war daher Thronfolger Erzherzog Franz Ferdinand, Bruder der Taufpatin. Nach seiner Ermordung in Sarajewo am 28. Juni 1914 überführte das Schiff die Leichname des Erzherzogs und seiner Gattin Sophie nach Triest.
Im Ersten Weltkrieg hatten die Schiffe der Tegetthoff-Klasse gemäß dem strategischen Konzept einer Fleet-in-being die meiste Zeit keine nennenswerte Feindberührung. Erst im Juni 1918 entschloss sich der Marine-Oberbefehlshaber Miklós Horthy zu einem Angriff auf die Otranto-Sperre unter Einsatz aller schweren Einheiten. Diese Unternehmung wurde nach der Torpedierung des Schwesterschiffs Szent István abgebrochen und die gemeinsam mit der Prinz Eugen bereits einen Tag zuvor ausgelaufene Viribus Unitis musste nach Pola zurückkehren.

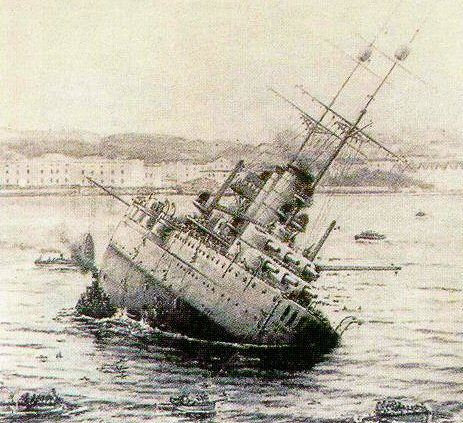
Das sinkende Schiff (1918)

Kurz vor dem Ende des Ersten Weltkrieges (Österreich-Ungarn schloss den Waffenstillstand am 3. November 1918) wurde das Schiff – wie die gesamte in Pola stationierte k.u.k.-Kriegsflotte – am 31. Oktober 1918 auf Anordnung von Kaiser Karl I. durch Vizeadmiral Miklós Horthy von Nagybánya an den tags zuvor neu gegründeten Staat der Slowenen, Kroaten und Serben (der die Südslawen Österreich-Ungarns umfasste) übergeben, da Österreich durch die Gründung dieses Staates seinen Anteil an der Adriaküste verloren hatte. Die Viribus Unitis sollte in Jugoslavija umgetauft werden, wozu es aber tatsächlich nicht mehr kam. Obwohl der zum Chef der SHS-Marine ernannte bisherige Kommandant der Viribus Unitis, Janko Vuković-Podkapelski, die Flotte für neutral erklärt hatte, wurde das Schiff am 1. November von zwei italienischen Kampfschwimmern, Raffaele Rossetti und Raffaele Paolucci, die mittels eines umgebauten Torpedos, der sogenannten Mignatta, einen Sprengsatz am Rumpf anbrachten und zündeten, in den Morgenstunden versenkt. Italien wollte keine neue Seemacht an der Ostküste der Adria. Über 400 Seeleute starben beim Untergang, darunter auch Janko Vuković-Podkapelski, zu dessen Ehren eine Gedenktafel in Pola aufgestellt wurde.

## Museale Ausstellung
Zur Erinnerung an den Sieg Italiens im Krieg gegen Österreich-Ungarn sind vor dem Marinemuseum in Venedig, dem Marineministerium in Rom und am „Monumento al Marinaio d'Italia“ in Brindisi die Anker der Viribus Unitis und des Schwesterschiffs Tegetthoff aufgestellt. In Brindisi befindet sich auch ein Geschütz der Viribus Unitis.
Ein Schnittmodell der Viribus Unitis im Maßstab von 1:25 und einer Gesamtlänge von sechs Metern wird im Marinesaal des Heeresgeschichtlichen Museums in Wien ausgestellt. Es wurde von acht Facharbeitern der Werft Stabilimento Tecnico Triestino von 1913 bis 1917 gebaut. Friedrich Prasky hat das Modell 1997–1999 restauriert und ein umfassendes Werk über diese Arbeit sowie Technik und Geschichte aller vier Schiffe der Tegetthoff-Klasse verfasst.

## Galerie

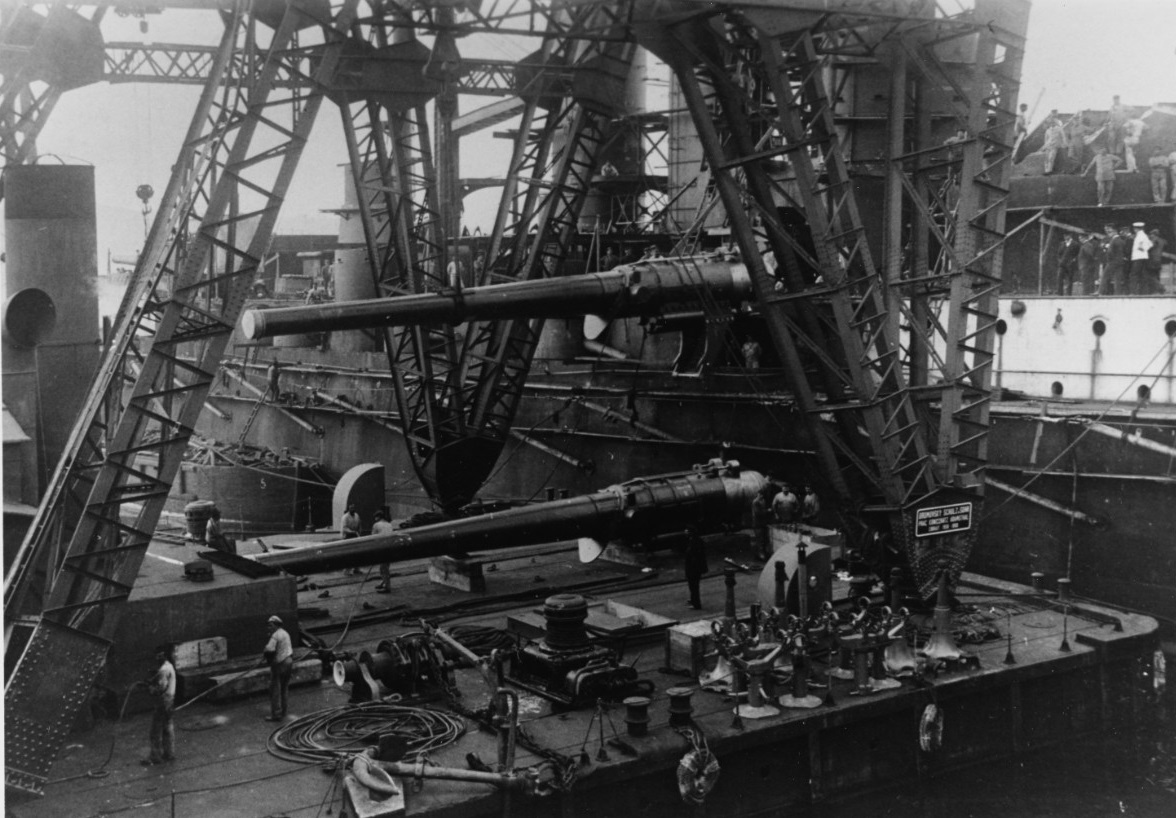
Installation der Geschütze (1911)
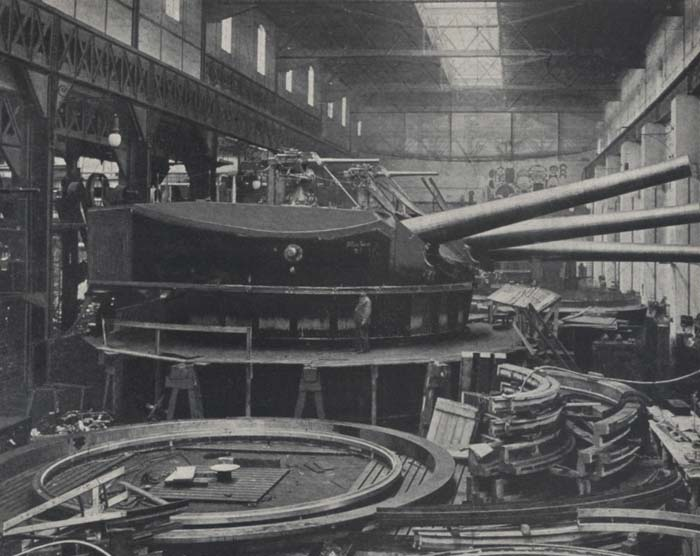
30,5 Geschützturm von Škoda
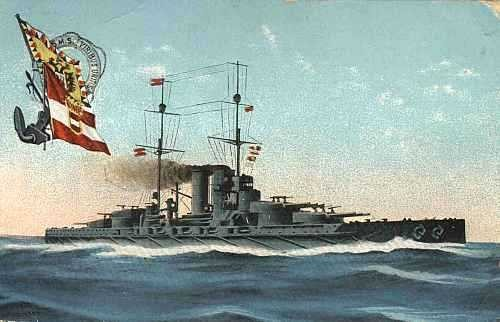
Zeitgenössische Propagandapostkarte
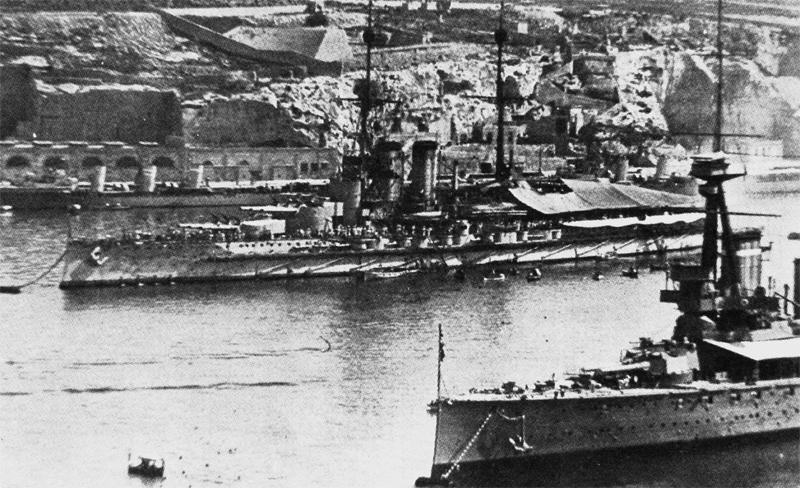
Die Viribus Unitis im Hafen von Valetta, im Vordergrund die Inflexible (1914)
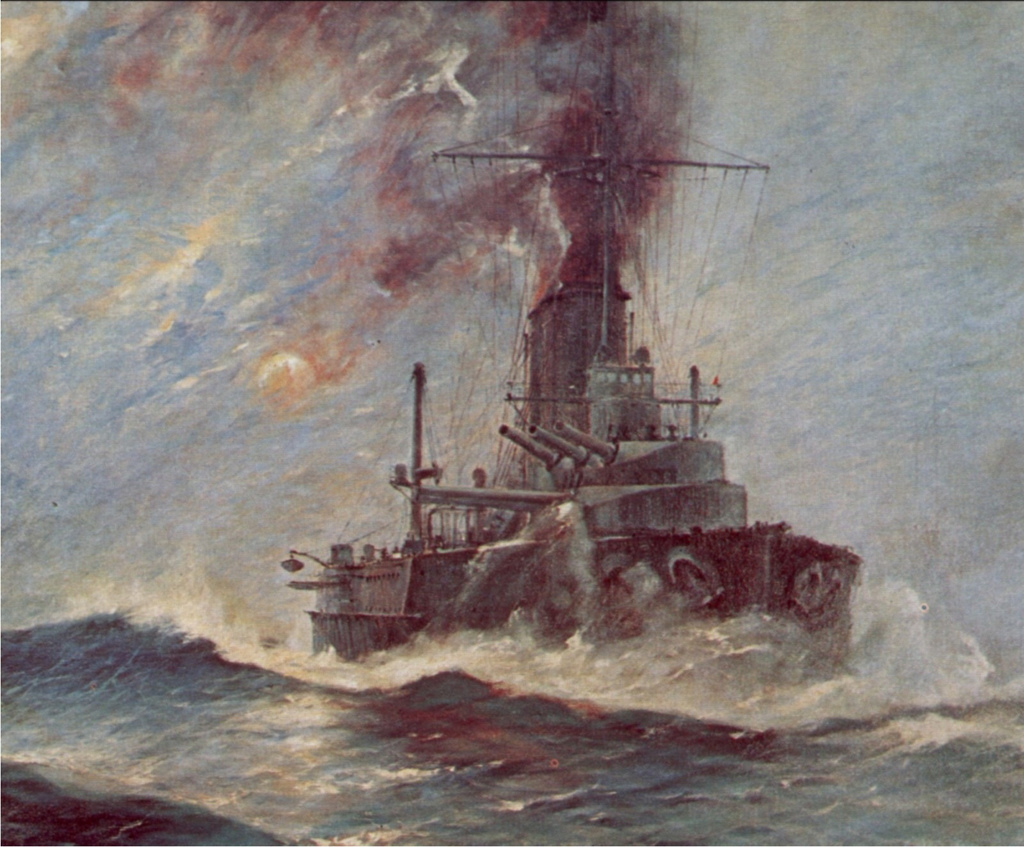
Zeitgenössische Illustration von Harry Heusser
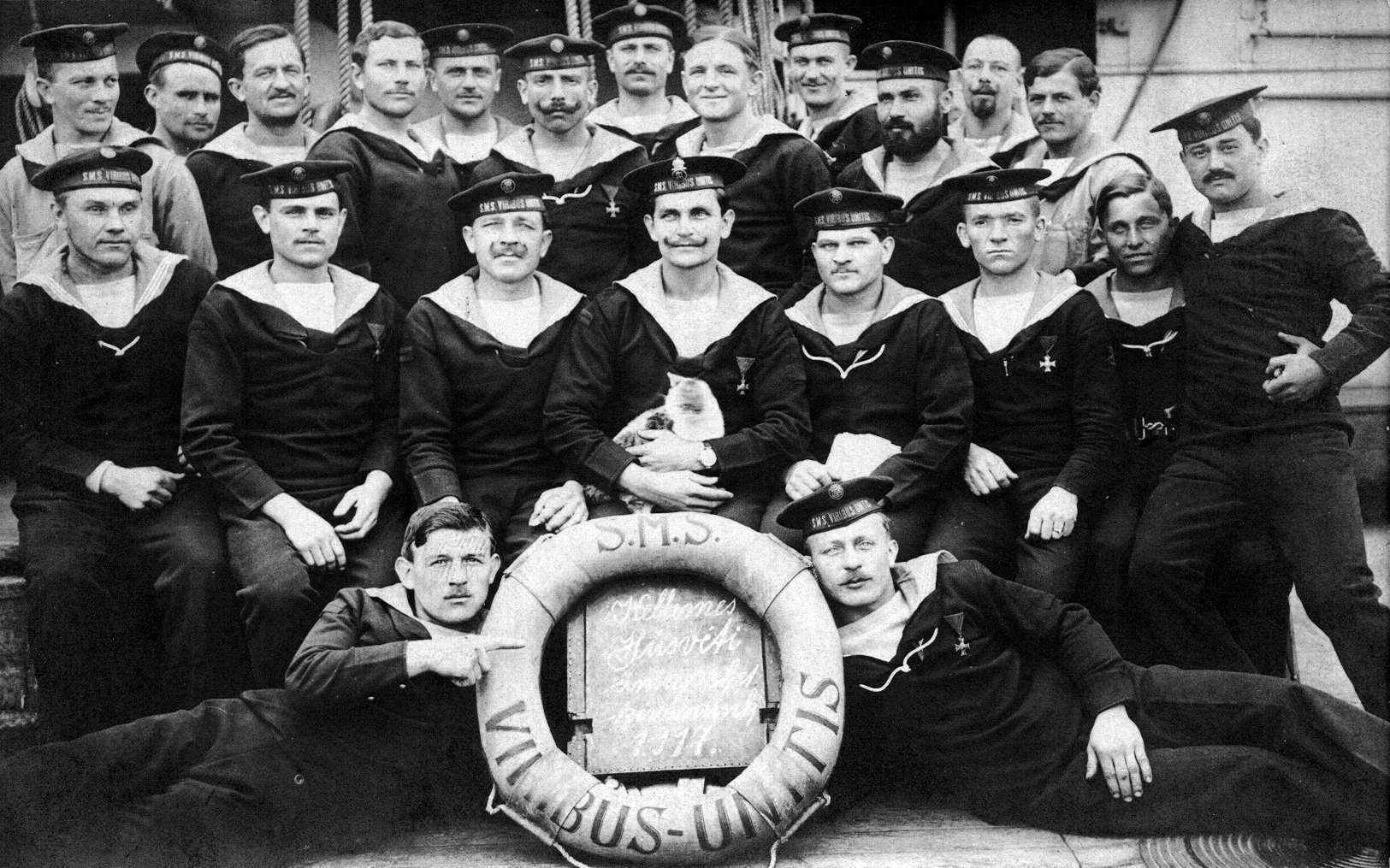
Ein Teil der Besatzung (1917)
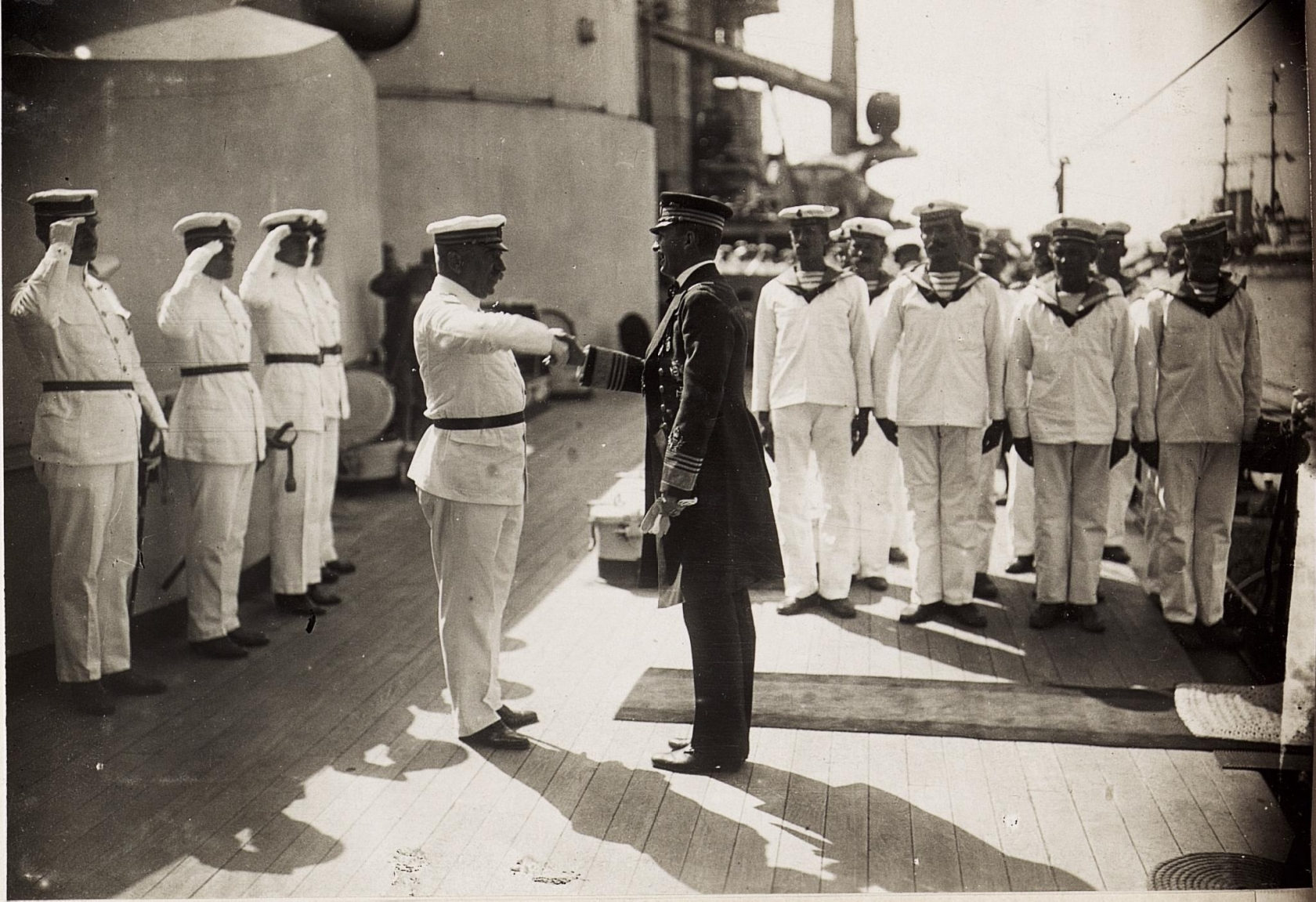
Kaiser Karl I. an Bord des Flaggschiffes (1917)
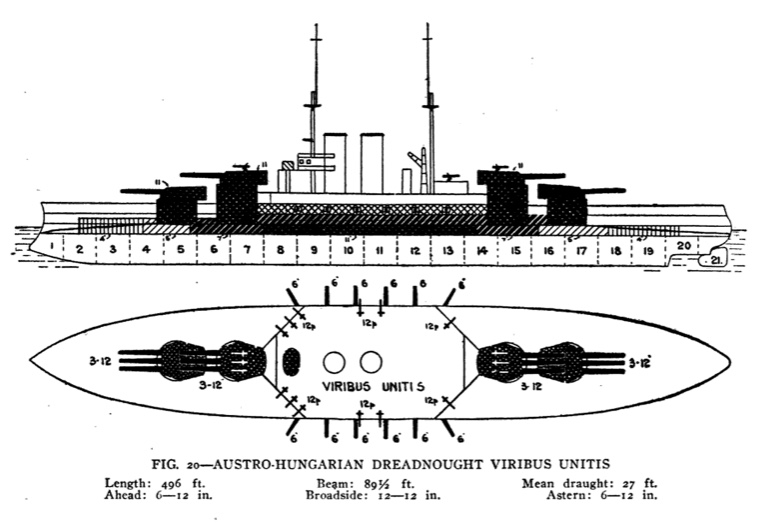
Aufteilung der Geschütze
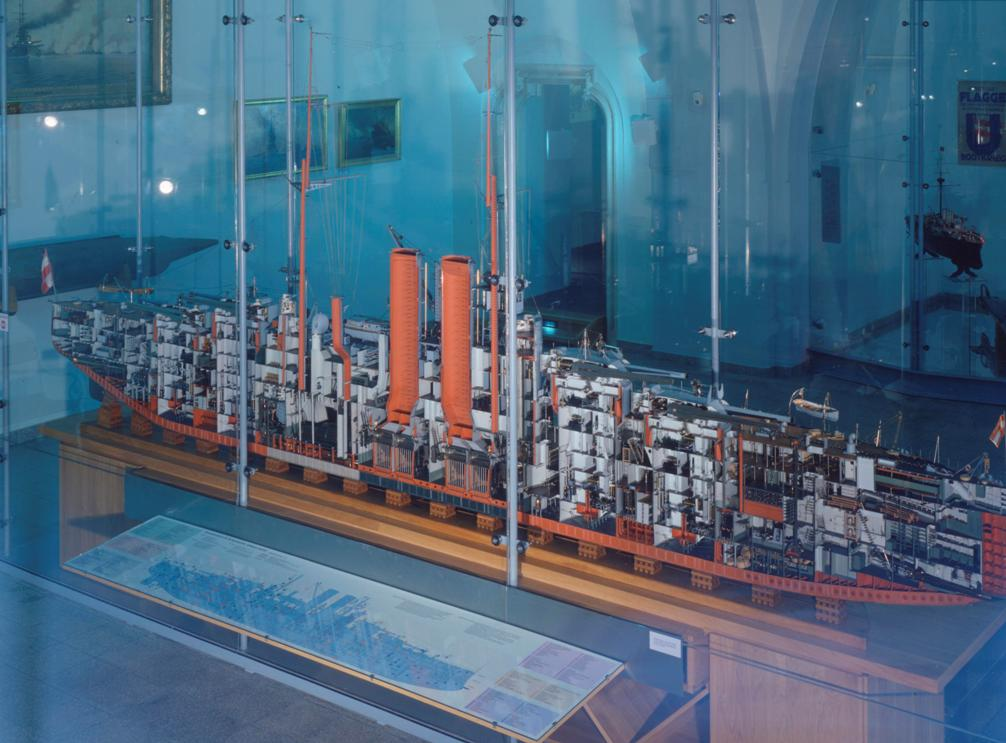
Modell der Viribus Unitis im Heeresgeschichtlichen Museum
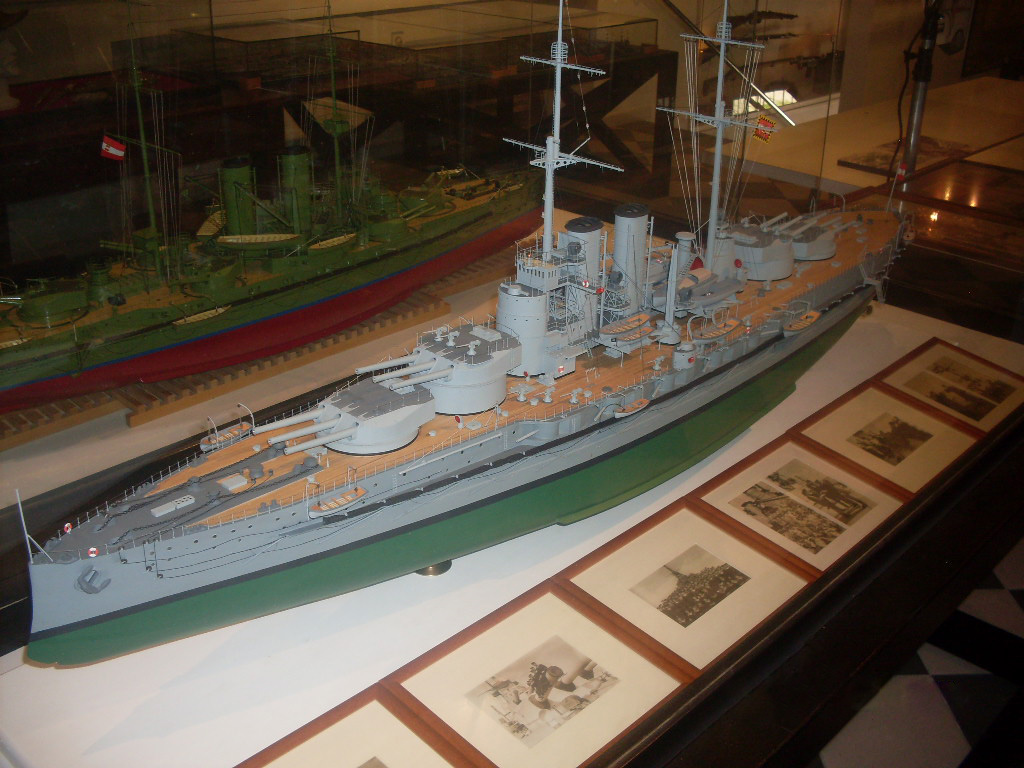
Modell des Schiffes im k.u.k Marine-Museum in Novigrad
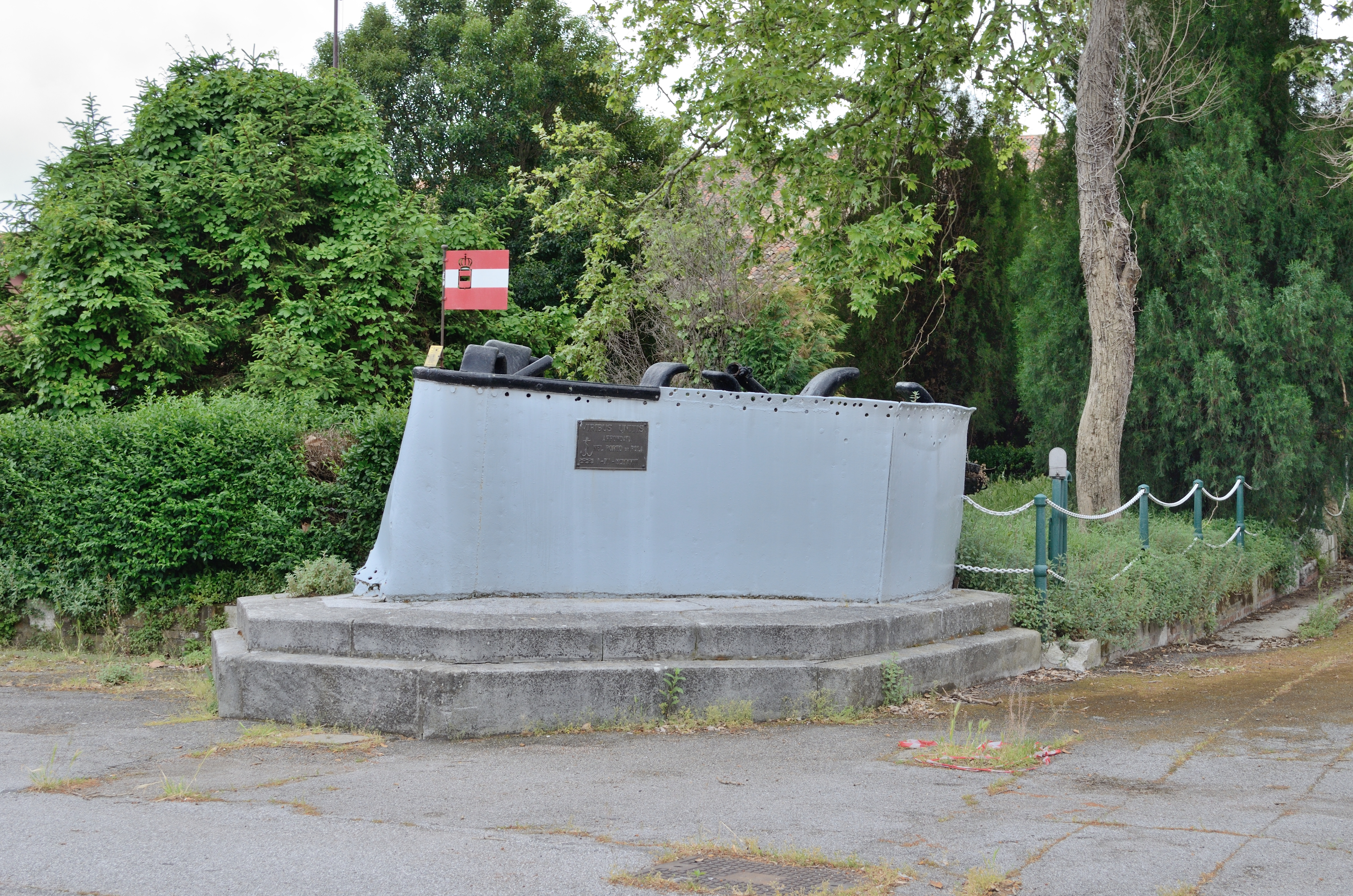
Der erhaltene Bug der Viribus Unitis
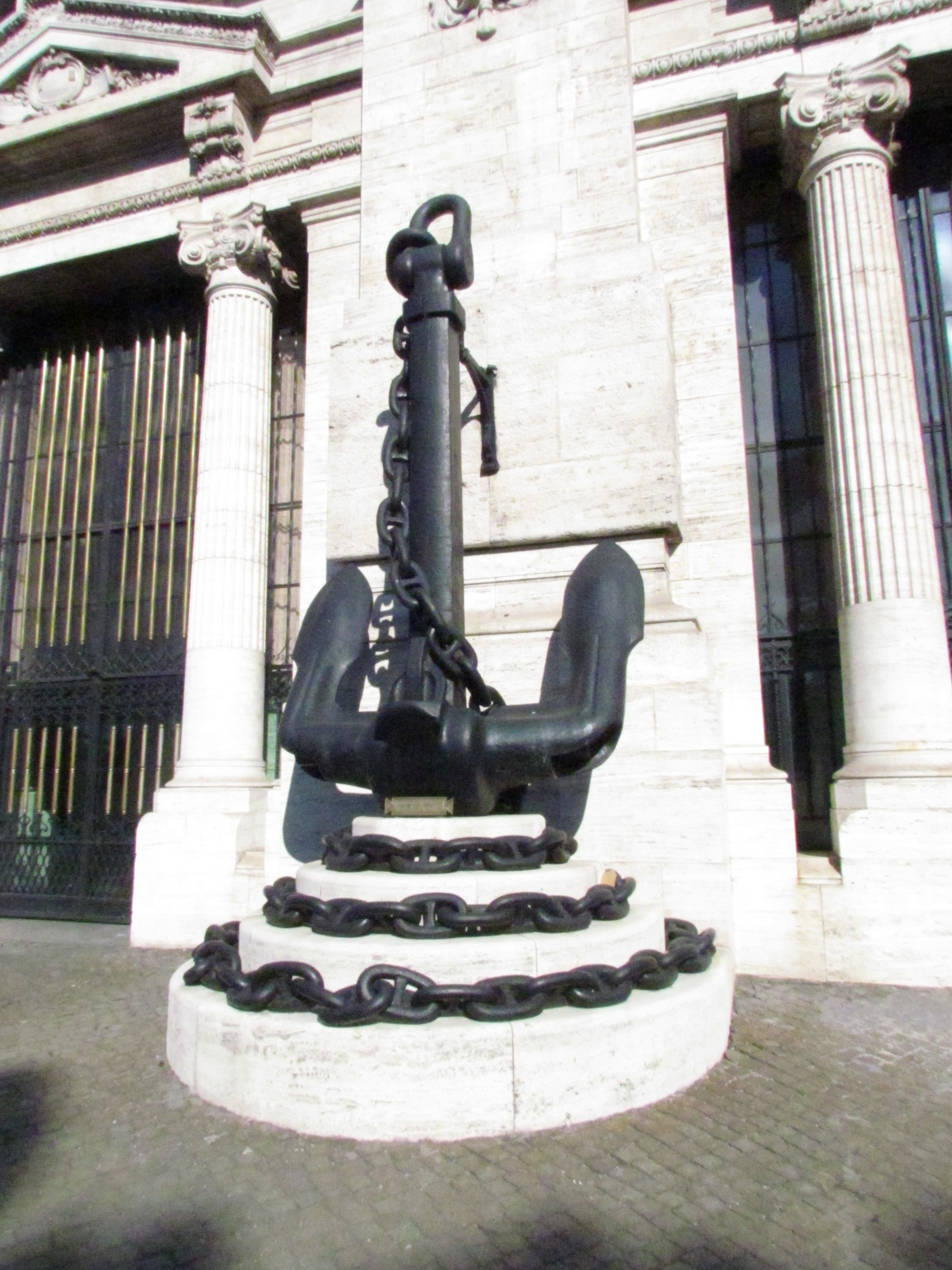
Anker der Viribus Unitis vor dem Palazzo della Marina in Rom